# Максимовичи-Васильковские
Максимовичи-Васильковские иногда просто Максимовичи (пол. Maksymowicz, укр. Максимовичі-Васильковські) — дворянский род, происходящий из Гетманщины.
Происходит от обывателя печерского (в Киеве) Максима Васильковского (1625-1698) по прозванию Печерский  и имел 7 сыновей, которые приняли фамилию Максимовичи:
1. Старший сын Иоанн — митрополит всея Сибири, умер в Тобольске (10 июня 1715).
2. Василий Максимович —  наказной переяславский полковник, казнён (†1698).
3. Дмитрий — генеральный бунчужный (1703/08) и есаул (1708/09) Малороссии, сторонник Мазепы, бежал с ним вместе, затем вернулся и был сослан в Архангельск, где и умер спустя 20 лет.
4. Пётр Максимович — значковый товарищ.
5. Григорий Максимович — протоирей.
6. Михаил Максимович служил в разных чинах в Лубенском полку; в гетманство Ивана Степановича Мазепы он состоял бунчуковым товарищем, и в 1700 году, вместе с младшим братом своим Антоном, был награждён пожалованием от него селом Луками, находившимся на реке Ирпень в Белоцерковском полку. Ещё при жизни отца Михаил вступил во владение половинною частью мельницы, выстроенной Максимом Васильковским, по договору с Феодосием Углицким, для  Выдубицкого монастыря на реке Вете. В 1712 году Михаил умер, сыновья его в то время были ещё несовершеннолетние, и потому имуществом распоряжалась жена его Анна Михайловна. В августе того же 1712 года право на половину указанной мельницы, на реке Вете, она уступила Выдубицкому монастырю за 500 золотых. Михаил имел двух сыновей: Семёна и Иакинфа. Последний в юные ещё годы постригся в монахи.
7. Антон Максимович — бунчуковый товарищ[1].

К этому роду принадлежал Михаил Александрович Максимович (1804—1873).
- Архиепископ Иоанн Шанхайский (в миру Михаил Борисович Максимович; 1896—1966) — епископ Русской православной церкви за рубежом (РПЦЗ); архиепископ Западно-Американский и Сан-Францисский.

Этот род Максимовичей внесён в VI часть родословных книг Черниговской и Киевской губерний.
Есть ещё несколько родов Максимовичей польского происхождения и 20 русских родов Максимовичей, позднейшего происхождения.

## Описание герба
В красном поле два меча в андреевский крест, сопровождаемых сверху золотою звездой и снизу опрокинутой подковой.
Щит увенчан дворянскими шлемом и короной. Нашлемник: три страусовых пера. Намёт на щите красный, подложенный серебром.

## Родословная дворянского рода Максимовичи - Васильковские

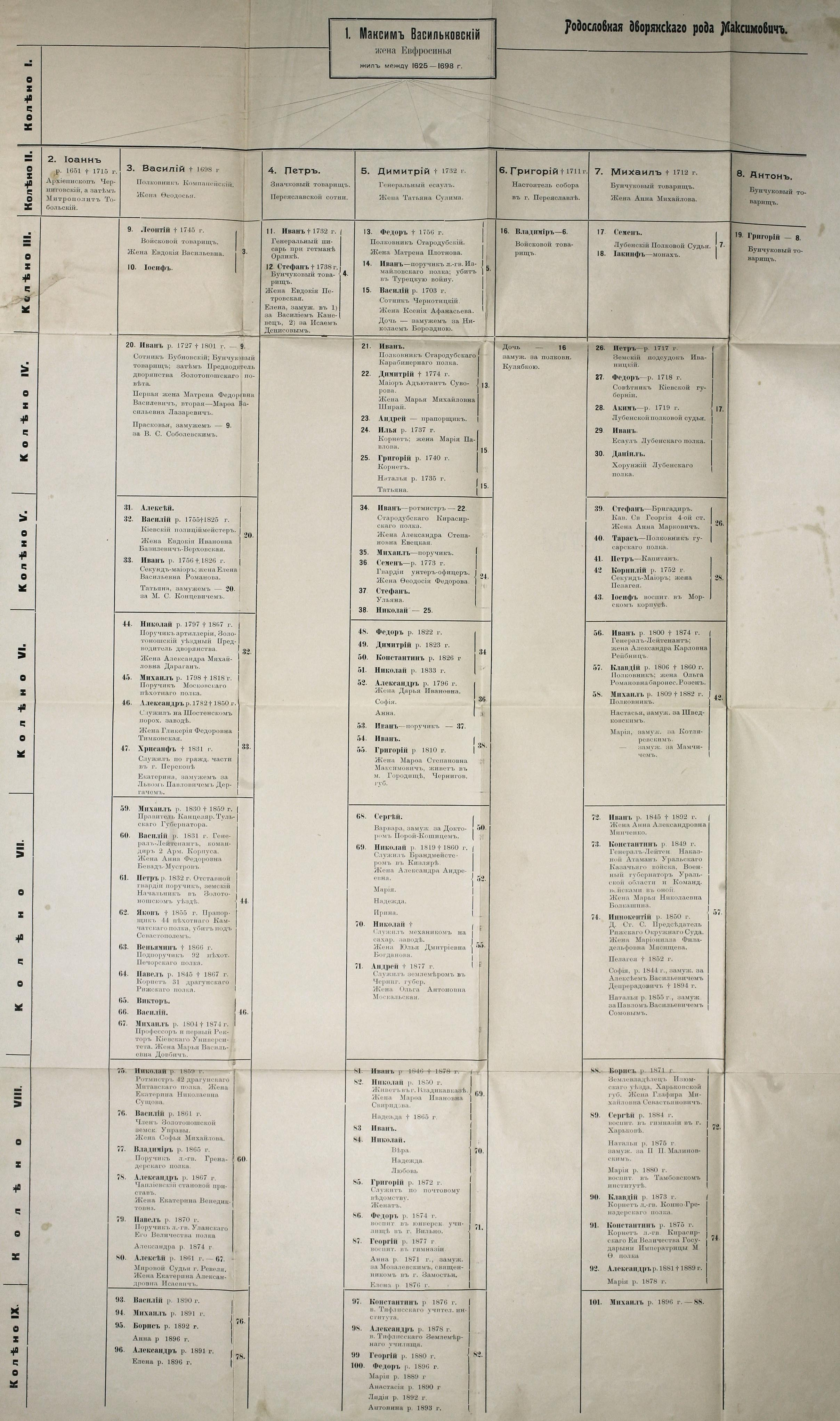
Родословная

## Известные представители
- Максимовичи: Леонтий Васильевич и Владимир Григорьевич — войсковой товарищ.
- Максимович Фёдор Дмитриевич — стародубский полковник.
- Максимович Иван Дмитриевич — поручик лейб-гвардейского Измайловского полка, погиб на войне с турками.
- Максимович Степан Петрович — бунчуковый товарищ.
- Максимович Иван Леонтьевич — коллежский асессор, золотоношский (Киевской губ.) уездный предводитель дворянства (1786).
- Максимович Василий Иванович — надворный советник.[1]
- Максимович Михаил Александрович  (3 (15) сентября 1804 — 10 (22) ноября 1873) — украинский и русский филолог, фольклорист, переводчик, историк, поэт, ботаник, член-корреспондент Санкт-Петербургской академии наук (1871); декан историко-филологического факультета и первый ректор Императорского Киевского университета.